# Nokia 2610
Nokia 2610 este un telefon mobil creat de Nokia. Era oferit în culorile argintiu, negru și roz prăfuit.
Nokia 2610 are handsfree speaker, mesaje text, tonuri de apel polifonice, imagini de fundal, screensavere distractive și afișaje tematice colorate. Mai are agendă de telefon, organizator, manager de cheltuieli, convertor, ceas cu alarmă și un calculator.
Ecranul are 1.5 inchi cu rezoluția de 128 x 128 pixeli care are 65.536 de culori. Sub ecran este un D-Pad cu cinci direcții. Lângă se află două taste soft și Talk dedicate. 
Agenda telefonică permite stocarea a 300 contacte se poate insera o adresă de e-mail, o adresă web, un nume de companie și locul de muncă, nume oficial, o poreclă, o adresă, ziua de naștere și note. 
Se poate asocia contactele cu o fotografie în scopuri de identificare a apelantului, dar numai grupurile apelanții pot fi atribuite unul dintre cele 10 tonuri de apel polifonice.
Nokia 2610 are o viață a bateriei de patru ore timp de convorbire și 12.5 zile în standby. Conform testelor de radiații FCC, 2610 are un rating digital SAR de 0.56 wați pe kilogram.